# Chris Bonington
Sir Chris Bonington (Hampstead, 6 agosto 1934) è un alpinista e orientista britannico.
La sua carriera include diciannove spedizioni sull'Himalaya, tra cui quattro sul Monte Everest e la prima salita della parete sud dell'Annapurna II. Nel 1996 è stato nominato cavaliere per i suoi servizi per lo sport, mentre nel 2015 ha ricevuto il Piolet d'Or alla carriera.

## Biografia
Istruito all'University College School di Hampstead, è entrato a far parte della Royal Fusiliers prima di frequentare l'Accademia militare di Sandhurst e alla laurea è stato commissionato nella Royal Tank Regiment nel 1956. Dopo tre anni in Germania del Nord, ha trascorso due anni presso la Army Outward Bound School come istruttore di alpinismo.
Nel 1958, Bonington era nel gruppo inglese che ha salito per la prima volta la parte sud-ovest dell'Aiguilles du Dru e nel 1961 con Don Whillans, Ian Clough e Jan Długosz nella prima ascensione del pilone centrale del Freney sul versante meridionale del Monte Bianco. Nel 1960 faceva parte del gruppo di successo britannico-indiano-nepalese della spedizione sull'Annapurna II.
Ha lasciato l'esercito britannico nel 1961 ed è entrato a far parte Van den Berghs, una divisione dell'Unilever. Che lasciò nove mesi dopo e divenne un professionista alpinista ed esploratore. Nel 1966 fu dato il suo primo incarico dalla rivista Daily Telegraph a coprire altre spedizioni, tra cui l'arrampicata sul Sangay in Ecuador, caccia alle renne con gli Eschimesi sull'Isola Baffin. Nel 1968 ha accompagnato il capitano John Blashford-Snell e il suo esercito nel tentativo della prima discesa del Nilo azzurro.

### Scrittore
Ha scritto quindici libri, ha fatto molte apparizioni televisive e ha ricevuto molte onorificenze, tra cui, nel gennaio 2005 il titolo di cancelliere dalla Lancaster University. Egli è presidente onorario del Hiking Club e ha una barca che porta il suo nome nella flotta Lancaster University's Boat Club. Inoltre egli è presidente Onorario della British Orienteering Federation. Ha vissuto a Cumbria con la moglie Wendy dal 1974. È patrono e ex presidente (1988-91) della British Mountaineering Council (BMC).

### Vita personale
Sposato con Wendy, una freelance illustratrice di libri per bambini ed hanno due figli: Daniel e Rupert.

## Riconoscimenti
- Nel 1996 venne nominato Sir per i suoi servizi per l'alpinismo[1]
- Nel 2005 riceve il titolo di cancelliere dall'Università di Lancaster[1]
- Nel 2015 riceve il Piolet d'Or alla carriera[1]

## Principali scalate
- 1961 Pilone centrale del Freney, Monte Bianco (prima ascensione) con Ian Clough, Don Whillans e Jan Długosz
- 1962 Parete nord Eiger (prima ascensione inglese) con Ian Clough
- 1963 Torre centrale del Paine, Patagonia (prima ascensione) con Don Whillans
- 1965 Coronation Street, Cheddar Gorge (prima ascensione)
- 1966 Old Man of Hoy (prima ascensione) com Tom Patey
- 1970 Spedizione sulla parete sud dell'Annapurna II (con il ruolo di capo spedizione)
- 1972 Spedizione inglese sull'Everest (con il ruolo di capo spedizione)
- 1973 Brammah (prima ascensione)[1]
- 1974 Changabang, Garhwal Himalaya (prima ascensione) con Don Whillans, Doug Scott e Dougal Haston[1]
- 1975 Spedizione inglese sulla parete sud-ovest dell'Everest (con il ruolo di capo spedizione)
- 1975 The Ogre (con il ruolo di capo spedizione) con Doug Scott, spedizione inglese sulla parete ovest del K2.
- 1981 Kongur Tagh (prima ascensione)
- 1982 Spedizione inglese sulla parete nord-est dell'Everest (con il ruolo di capo spedizione)
- 1983 Cima ovest del Shivling, Gangotri (prima ascensione)
- 1983 Massiccio Vinson (prima ascensione inglese)
- 1985 Ascesa del monte Everest[1] come membro della spedizione norvegese